# Сент-Аман-Віллаж
Сент-Аман-Віллаж (фр. Saint-Amand-Villages) — муніципалітет у Франції, у регіоні Нижня Нормандія, департамент Манш. Сент-Аман-Віллаж утворено 1 січня 2017 року шляхом злиття муніципалітетів Пласі-Монтегю i Сент-Аман. Адміністративним центром муніципалітету є Сент-Аман. Населення — 2520 осіб (01.01.2021).